# Sigismund von Rumling
Sigismund Freiherr von Rumling (* nach 1739 im Elsass; † 7. Mai 1825 in München) war ein deutscher Komponist und Intendant.

## Leben
Sigismund von Rumling entstammte einer Familie, die Güter in Hessen und im Elsass besaß. Ende 1750 kam er als Edelknabe an den Münchner Hof und schloss 1764 das Jesuitengymnasium München  (heute: Wilhelmsgymnasium München) ab. Nach einer Ausbildung zum Musiker begann er Theater- und Kammermusik zu komponieren. 1776 wurde er Intendant der Hofkapelle am Hof von Zweibrücken. Hier war er unter Herzog Karl II. August für die Hofmusik auf Schloss Karlsberg zuständig. 1799 ging er als Hofmusikintendant an den Hof des ersten bayerischen Königs Maximilian I. Joseph. Von Rumling starb am 7. Mai 1825 im Alter von wahrscheinlich 78 oder 79 Jahren.

## Schaffen
Obwohl Sigismund von Rumling die wichtigsten musikalischen Ämter innehatte, die zu seinen Lebzeiten bei Hofe zu vergeben waren, sind nur wenige seiner Werke bekannt. 1785 wurde seine erste Oper, Polydor, auf Schloss Karlsberg uraufgeführt, einige Jahre später die Oper Roméo et Juliette. Beide Werke erlebten später auch Aufführungen in Paris. Darüber hinaus sind die Kompositionen Ariette und 1 Klavierstück, Thema aus dem neuen Sonntagskind mit Variation für Klavier sowie fünf Sinfonien nachgewiesen. Der künstlerische Leiter der Homburger Meisterkonzerte Markus Korselt überarbeitete in den Jahren 2012 bis 2013 drei unfertige Manuskripte von Sinfonien aus der Hand von Rumlings, die bei Thurn und Taxis in Regensburg und in Rudolstadt in Thüringen gelagert waren. Die Uraufführung der Sinfonien in Es-Dur, C-Dur und D-Dur fand zusammen mit einer weiteren Sinfonie in E-Dur am 12. Mai 2013 in Homburg statt.